# آرتی چهابریا
آرتی چهابریا (به انگلیسی: Aarti Chhabria) (زاده ۲۱ نوامبر ۱۹۸۲) مدل، بازیگر هندی است.
از فیلم‌هایی که وی در آن نقش داشته‌است می‌توان به شریک اشاره کرد

## فیلم‌شناسی
فهرست برخی از فیلم‌هایی که آرتی چهابریا در آنها به ایفای نقش پرداخته‌است:
- شریک
- ما همدیگر را خواهیم دید
- آواره مجنون دیوانه
- سلام کوچولو
- تو متعلق به وطنی
- ازدواج شماره ۱
- چشم سوم
- برادر راجا
- شادی